# ČT24
ČT24 est une chaîne d'information en continu tchèque. Lancée en 2005, elle appartient à la compagnie de télévision publique tchèque Česká televize.

## Programme
Sa grille des programmes est constituée de reportages, de magazines, de débats, de chroniques économiques et de bulletins d'information, retransmis en direct ou pré-enregistrés, à raison d'un par heure. Quatre éditions enrichies du journal télévisé (Události) sont diffusées à midi (Polední události), 16 heures (Odpolední události), 19 heures et 23 heures (Noční události). La rédaction présente également un journal européen (Evropské události), un journal des régions (Události v Regionech) et un journal commenté (Události komentáře). 

## Diffusion
L'ensemble des programmes sont diffusés en 16:9. Un bandeau défilant en bas de l'écran permet de connaître en quelques minutes les temps forts de l'actualité. Certains programmes sont repris en direct sur ČT1, première chaîne publique du pays.
La chaîne fait ses débuts le 2 mai 2005, diffusant en clair sur plusieurs satellites européens (Astra 1, Astra 3A et Eurobird 1). Le 1er janvier 2006, ČT24 limite sa diffusion aux satellites Astra 3G et Astra 3A, respectivement dans le cadre des bouquets UPC Direct et CS Link. 
Au mois d'août 2006, ČT24 commence à émettre via le satellite Intelsat 10-02 dans le cadre du bouquet Digi TV. Elle est également disponible sur la télévision numérique terrestre tchèque, dans le bouquet de Česká televize, ainsi que sur plusieurs réseaux câblés du pays.

### Logos

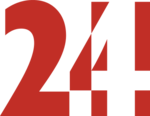
Logo de ČT24 du 2 mai 2005 au 31 août 2007
Logo de ČT24 du 1er septembre 2007 au 1er octobre 2012
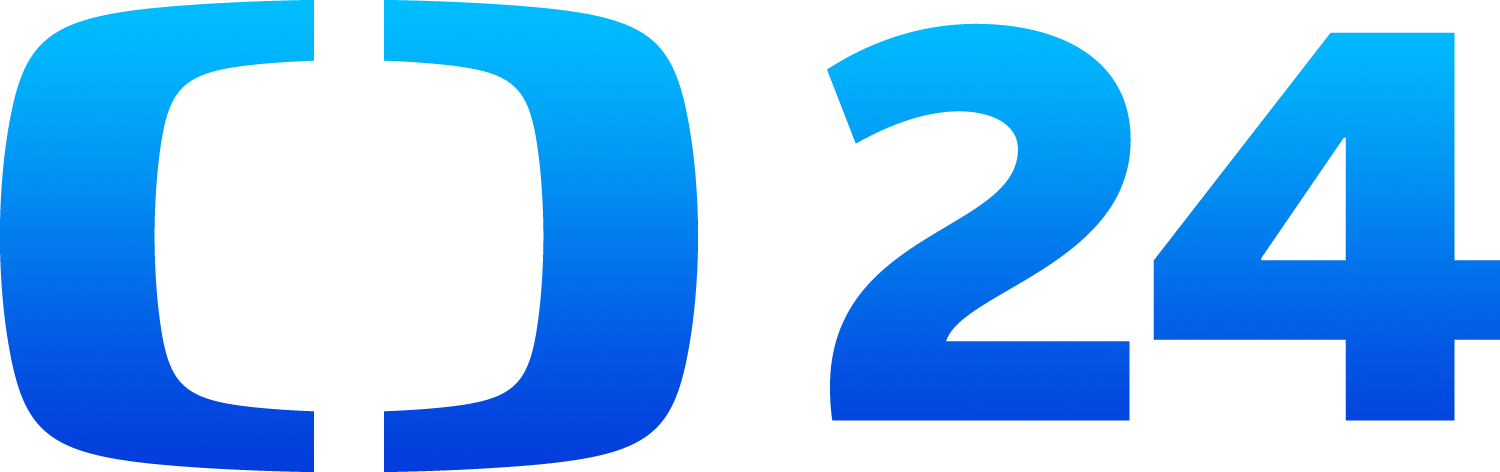
Logo de ČT24 depuis le 1er octobre 2012